# Джером, Леонард
Леонард Уолтер Джером (англ. Leonard Walter Jerome; 3 ноября 1817 — 3 марта 1891) — американский финансист и предприниматель. Дед по материнской линии премьер-министра Великобритании Уинстона Черчилля.

## Ранний период жизни
Леонард Джером родился в г. Помпи, округ Онондага, штат Нью-Йорк, 3 ноября 1817 года. Он был одним из 11 детей (10 сыновей, 1 дочь) Авроры (Мюррей) Джером (1785—1867) и  Исаака Джерома (1786—1866). Айзек был потомком Тимоти Жерома, французского иммигранта-гугенота еврейского происхождения, который прибыл в колонию Нью-Йорк в 1717 году. Джером родился на ферме в центральной части штата, недалеко от г. Сиракьюс. Его бабушкой по отцовской линии была Бетси Болл, родственница Джорджа Вашингтона.
Сначала Джером поступил в Принстонский университет, тогда известный как Колледж Нью-Джерси (где два его брата изучали богословие и стали пресвитерианскими пасторами), позднее перевелся в Юнион-колледж, где изучал право со своим дядей (известным как судья Джером) и организовал адвокатскую практику в Рочестере (штат Нью-Йорк). Позже он переехал в Нью-Йорк, где стал биржевым спекулянтом и промоутером.

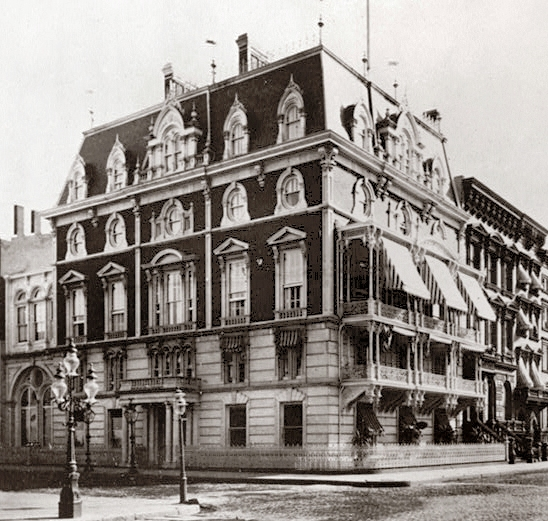
Особняк Джерома на 26-й улице и Мэдисон-авеню, ок. 1878 года

## Карьера
Джером был ярким и успешным биржевым спекулянтом. Он заработал и потерял несколько состояний и стал известен под прозвищем «Король Уолл-стрит» (The King of Wall Street). У Джерома была доля в нескольких железнодорожных компаниях; он неоднократно выступал партнером Корнелиуса Вандербильта. Джером был меценатом и участвовал в создании Музыкальной академии — одного из первых оперных театров Нью-Йорка.
Во время нью-йоркских беспорядков из-за военного призыва Джером оборонял здание редакции «The New York Times», установив там картечницу Гатлинга. Хотя у него была значительная доля в газете, Джером не был её мажоритарным акционером, как ошибочно утверждается в некоторых источниках.
В особняке Джерома на углу Мэдисон-авеню и 26-й улицы (с видом на Мэдисон сквер парк) был свой театр на шестьсот мест, зал для завтраков на 70 человек, белый и золотой бальные залы с фонтанами шампанского и одеколона. Позже особняк был продан, и в нем разместили несколько частных клубов. В 1967 году особняк снесли.

### Спортивные увлечения
Джером был заядлым спортсменом. Он наслаждался яхтингом со своим другом Уильямом К. Вандербильтом. Они разделяли страсть к скачкам с чистокровными лошадьми и содействовали созданию Американского жокейского клуба (American Jockey Club).
В конце 1860-х годов Джером участвовал в нескольких охотничьих турах на американском Западе под предводительством Буффало Билла.
В 1866 году Джером купил поместье и особняк Джеймса Батгейта возле деревни Олд-Фордэм в сельском округе Уэстчестер (теперь район Нью-Йорка Бронкс). Джером и финансист Огаст Бельмонт-старший построили на этой земле ипподром Jerome Park на земле Батгейт; первые Бельмонтские гонки состоялись там в 1867 году. Джерома и его брат Лоуренс владели широким бульваром от плотины Макомс до ипподрома, которую городские власти попытались назвать «Мерфи-авеню» (Murphy Avenue) в честь местного политика. Это так разозлило жену Джерома, что она распорядилась установить на бульваре бронзовые таблички с надписью «Авеню Джерома» (Jerome Avenue), вынудив городские власти принять это название. Сам ипподром был выкуплен властями и снесён в 1894 году, чтобы освободить место для водохранилища Джером-Парк (Jerome Park Reservoir). Особняк Батгейт служил летней резиденцией семейства Джеромов. В начале 1900-х годов особняк был снесён, а на его месте сооружён Кингсбриджский арсенал (Kingsbridge Armory).
Джером стал жителем Бруклина. Он, Вандербильт и другие инвесторы основали Жокейский клуб Кони-Айленда (Coney Island Jockey Club), который в 1884 году построил ипподром Шипсхед-Бей (Sheepshead Bay Race Track).

## Личная жизнь, семья

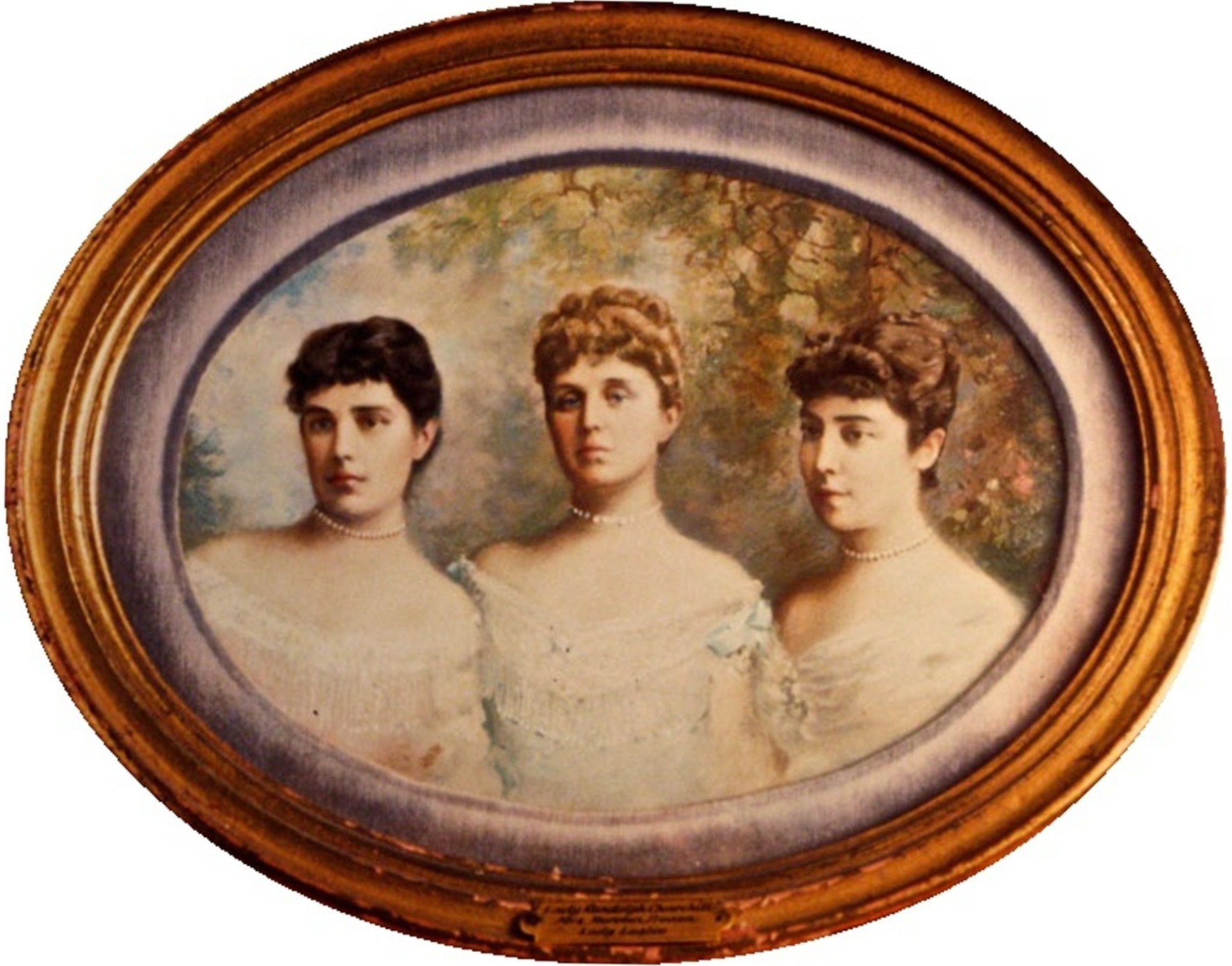
Дочери Джерома: Дженни (1854—1921), Клара (1851—1935) и Леони (1859—1943)

5 апреля 1849 года Джером женился на Клариссе Холл (1825—1895), дочери владельца крупного состояния Амоса Холла. У пары было четверо дочерей. Одна дочь, Камилла, умерла в восьмилетнем возрасте. Трое других — Джанет, Кларита и Леони — стали известны в светских кругах как «Добрая, Остроумная и Прекрасная». Богатство Леонарда Джерома дало его дочерям возможность проводить много времени в Европе, где они вращались в высшем обществе той поры. Все три дочери вышли замуж на британцев или англо-ирландцев:
- леди Рэндольф Черчилль (урожденная Джанет Джером; известная как Дженни) вышла замуж за лорда Рэндольфа Черчилля (1849—1895), младшего сына герцога Мальборо, и стала матерью Уинстона Черчилля и Джона Стренджа Спенсера-Черчилля.
- Кларита Фрюэн (урожденная Кларита Джером), известная как Клара, вышла замуж за Мортона Фрюэна (1853—1924), пятого сына члена английского парламента Томаса Фрюэна, очаровательного мота, который влез в огромные долги, пытаясь управлять ранчо в Вайоминге, а также увлекаясь азартными играми, спортом и женщинами. У них было два сына, Хью и Освальд, и одна дочь, Клэр Шеридан.
- Леони, леди Лесли (урожденная Леони Джером), вышла замуж за сэра Джона Лесли (1857—1944), ирландского баронета, чьи семейные владения занимали 70 000 акров (283,2799495 км2). У них было четыре сына. В течение многих лет она поддерживала связь с принцем Артуром, герцогом Коннаутским.

По слухам, Джером был отцом американской оперной певицы Минни Хаук. В 1860-х годах у него также был роман со светской дамой Фанни Рональдс, которая тогда не жила со своим мужем. Рональдс позже жила в Лондоне, где она оставалась подругой дочери Джерома, Дженни.
Леонард Джером умер в возрасте 73 лет в г. Брайтоне, Англия, в окружении своей жены и дочерей. Первоначально он был похоронен на кладбище Кенсал-Грин в Англии, а позднее перезахоронен на кладбище Грин-Вуд в Бруклине.

## Наследие
Джером-авеню (Jerome Avenue) в Бронксе, Джером-авеню (Jerome Avenue) в Бруклине, водохранилище Джером-Парк (Jerome Park Reservoir) и скачки Джерома (Jerome Stakes) названы в его честь.